# Sasa occidentalis
Sasa occidentalis är en gräsart som beskrevs av Sadao Suzuki. Sasa occidentalis ingår i släktet sasabambu, och familjen gräs. Inga underarter finns listade i Catalogue of Life.